# Karen AbuZayd
Karen Koning AbuZayd ha estat Commissionada General de l'Agència de les Nacions Unides per als Refugiats de Palestina a l'Orient Mitjà (UNWRA) des del 2005 fins al 2010, per encàrrec de l'aleshores secretari general de l'ONU Kofi Annan.

## Biografia
Està casada i és mare de dos fills. El 1963 es va llicenciar a la DePauw University, a Indiana (Estats Units), on va estar afiliada a la fraternitat d'alumnes Kappa Alpha Theta. També és màster en Estudis Islàmics a la McGill University del Canadà. Va ser professora de Ciències Polítiques i Estudis Islàmics a la Makerere University de Kampala (Uganda), i a la Juba University del Sudan. Va començar la seva carrera humanitària el 1981 al Sudan, integrada a l'Alt Comissionat de les Nacions Unides per als Refugiats (ACNUR), on va treballar durant 19 anys en diverses missions: Sudan, Namíbia (on l'èxit de la seva missió amb els retornats de l'època de l'apartheid es va traduir en les eleccions i la independència del país), Sierra Leone (des de l'esclat de la guerra civil de Libèria), seu central de l'ACNUR a Ginebra, Sarajevo (durant la Guerra de Bòsnia), i altre cop a la seu central. Del 2005 al 2010 fou Commissionada General de l'UNWRA, a Gaza, on va ocupar-se especialment de l'educació dels refugiats palestins.
Actualment, és membre del Directori del Consell Polític per l'Orient Mitjà, a Washington D.C., i continua representant la veu dels palestins arreu del món des de fora de les grans institucions.
El 2011 ha rebut el Premi per la Pau que atorguen l'Associació per a les Nacions Unides a Espanya, l'Ajuntament de Barcelona i la Diputació de Barcelona.